# Râul Igirosu
Râul Igirosu este un curs de apă, afluent al râului Suseni. 